# Ангелов В'ячеслав Іванович
В'ячеслав Іванович Ангелов (23 лютого 1904, місто Юхнов, тепер Калузької області, Російська Федерація — ?, місто Москва, Російська Федерація) — радянський діяч, начальник управління внутрішніх справ виконавчого комітету Львівської обласної ради депутатів трудящих.

## Життєпис
У 1920 році вступив до комсомолу.
Член РКП(б) з 1925 року.
З 1926 до 1927 року служив у Червоній армії.
Після демобілізації працював у Тульському губернському фінансовому відділі. 
Закінчив технічне відділення Тульського державного робітничого факультету.
З лютого 1940 до 1945 року — в Червоній армії на партійній роботі, був помічником начальника стройового відділу Подільського стрілецько-кулеметного училища РСЧА. Учасник німецко-радянської війни. З 1941 року служив партійним слідчим фронтової партійної комісії Південного фронту, з 1942 року — інспектором організаційно-інструкторського відділу Політичного управління Південно-Західного фронту; з червня 1943 року — секретарем Військової ради 3-го Українського фронту, з 1945 року — заступником начальника політичного відділу 78-ї стрілецької дивізії 27-ї армії 3-го Українського фронту. Воював на Південному, Сталінградському, Південно-Західному, 2-му та 3-му Українських фронтах.
З 1946 року працював секретарем Червоноармійського районного комітету КП(б)У міста Львова.
У 1949 — після 1953 року — завідувач адміністративного відділу Львівського обласного комітету КП(б)У.
До травні 1958 року — заступник начальника управління внутрішніх справ виконавчого комітету Львівської обласної ради депутатів трудящих.
У травні 1958 — червні 1962 року — начальник управління внутрішніх справ виконавчого комітету Львівської обласної ради депутатів трудящих.
З 1964 року проживав у Москві, працював начальником відділу кадрів Конструкторського бюро напівпровідникового машинобудування.
Подальша доля невідома. 

## Звання
- старший лейтенант
- гвардії майор
- підполковник
- полковник

## Нагороди
- орден Червоного Прапора (14.11.1941)
- два ордени Вітчизняної війни І ст. (30.04.1944, 18.04.1945)
- орден Вітчизняної війни ІІ ст. (6.04.1985)
- орден Червоної Зірки (26.06.1943)
- медаль «За оборону Сталінграда» (.12.1942)
- медаль «За взяття Будапешта»
- медаль «За перемогу над Німеччиною у Великій Вітчизняній війні 1941—1945 рр.» (1945)
- медаль «За трудову відзнаку»
- медалі